# Squadra filippina di Fed Cup
La squadra filippina di Fed Cup rappresenta le Filippine nella Fed Cup, ed è posta sotto l'egida della Philippine Tennis Association.
Essa esordì in Fed Cup nel 1974, e il suo miglior risultato sono i sedicesimi di finale raggiunti nel 1982.

## Organico 2011
Aggiornato ai match del gruppo II (2-5 febbraio 2011). Fra parentesi il ranking della giocatrice nei giorni della disputa degli incontri.
- Anna Christine Patrimonio (WTA #)
- Anna Clarice Patrimonio (WTA #)
- Marinel Rudas (WTA #)
- Tamitha Nguyen (WTA #)

## Ranking ITF
- Il prossimo aggiornamento del ranking è previsto per il mese di febbraio 2012.

| Filippine nel Ranking ITF (aggiornata al 7 novembre 2011) |                   |        |                           |
| Pos                                                       | Squadra           | Punti  | Gruppo                    |
| 56                                                        | Bolivia           | 444.50 | Gruppo I - Americhe       |
| 57                                                        | Lettonia          | 420.00 | Gruppo II - Europa/Africa |
| 58                                                        | Sudafrica         | 408.50 | Gruppo II - Europa/Africa |
| 59                                                        | Filippine         | 393.75 | Gruppo II - Asia/Oceania  |
| 60                                                        | Messico           | 380.00 | Gruppo II - Americhe      |
| 61                                                        | India             | 367.50 | Gruppo II - Asia/Oceania  |
| 62                                                        | Trinidad e Tobago | 363.25 | Gruppo II - Americhe      |